# L-функція

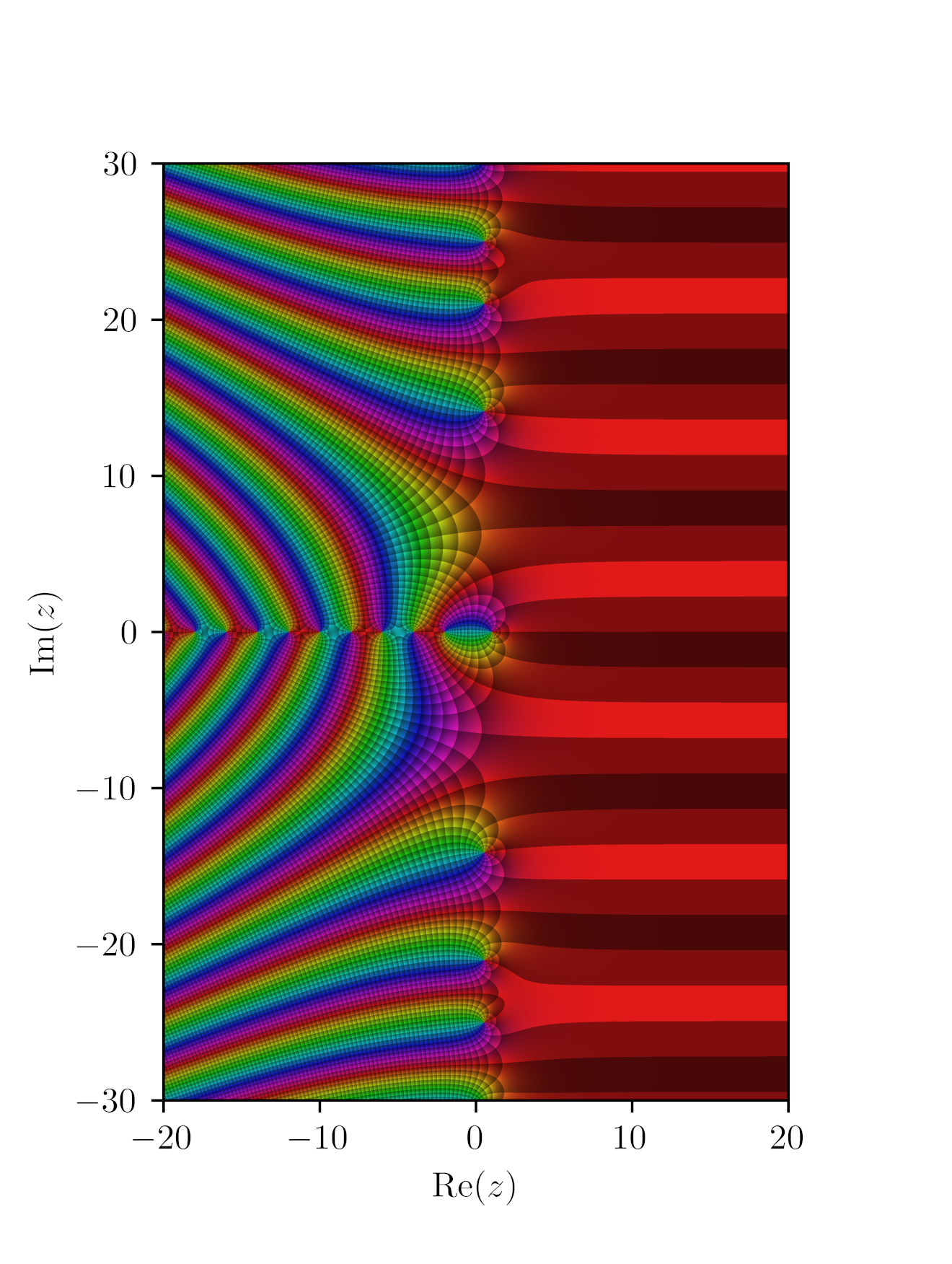
Дзета-функцію Рімана можна розглядати як прототип усіх L-функцій

L-функція — це мероморфна функція на комплексній площині, пов'язана з одним із декількох типів математичних об'єктів. L-ряд — це ряд Діріхле, який зазвичай збігається на півплощині, і який можна аналітично продовжити до L-функції на всій комплексній площині.
Теорія L-функцій стала дуже суттєвою, хоча ще поки багато в чому гіпотетичною, частиною сучасної аналітичної теорії чисел. У ній побудовано широкі узагальнення дзета-функції Рімана і L-рядів для характерів Діріхле, а їхні загальні властивості, в переважній більшості випадків поки недоступні для доведення в систематичному викладі

## Побудова
Ми розрізнятимемо L-ряди, тобто подання через ряди (наприклад, ряд Діріхле для дзета-функції Рімана), і L-функції, тобто аналітичні продовження функції на всій комплексній площині. Загальна побудова починається з L-рядів, які спочатку визначаються як ряди Діріхле, і їх розкладання в ейлерів добуток з індексом, що пробігає прості числа. Розгляд потребує доведення збіжності ряду в деякій правій півплощині поля комплексних чисел. Потім питається, чи можна визначувану функцію аналітично продовжити на всю комплексну площину (можливо, з появою декількох полюсів).
Гіпотетичне мероморфне продовження на комплексну площину називається L-функцією. Уже в класичних випадках відомо, що корисна інформація міститься в значеннях і в поведінці L-функції в її нулях і полюсах. Загальний термін «L-функція» тут включає також багато типів дзета-функцій. Клас Сельберга — це спроба описати всі основні властивості L-функцій за допомогою множини аксіом, щоб вивчати властивості класу разом, а не окремо.

## Гіпотетична інформація
Нижче наведено список характеристик відомих L-функцій, які бажано побачити в загальному вигляді:
- розташування нулів і полюсів;
- функційне рівняння, з урахуванням деяких вертикальних прямих {\displaystyle \operatorname {Re} s=\operatorname {const} };
- цікаві значення в цілих числах, пов'язані з параметрами алгебричної K-теорії.

Детальна робота породжена великим обсягом правдоподібних гіпотез, наприклад, про точний тип функційного рівняння, яке має виконуватися для L-функцій. Оскільки значення дзета-функції Рімана в додатних парних цілих числах (і від'ємних непарних цілих числах) пов'язані з числами Бернуллі, то триває пошук відповідного узагальнення цього явища. У цьому випадку отримано результати для p-адичних L-функцій, які описують певний модуль Галуа.
Статистика розподілу нулів становить інтерес через їх зв'язок із такими проблемами, як узагальнена гіпотеза Рімана, розподіл простих чисел тощо. Зв'язки з теорією випадкових матриць і квантовим хаосом також становлять інтерес. Цікавить також фрактальна структура розподілів. Самоподібність розподілу нулів вельми примітна і характеризується великою фрактальною розмірністю 1,9. Ця досить велика фрактальна розмірність міститься над нулями, які покривають не менше п'ятнадцяти порядків амплітуди для дзета-функції Рімана, а також для нулів інших L-функцій різних порядків і кондукторів.

## Гіпотеза Берча і Свіннертона-Даєра
Одним з важливих прикладів, як для історії більш загальних L-функцій, так і як поки що відкритої дослідницької проблеми, є гіпотеза Берча і Свіннертона-Даєра. Гіпотеза каже, як можна обчислити ранг еліптичної кривої над полем раціональних чисел (або іншим глобальним полем), тобто число вільних раціональних точок, що утворюють його групи. Багато попередніх робіт у цій галузі стали об'єднуватися навколо кращого знання L-функцій. Це було схоже на приклад парадигми зароджуваної теорії L-функцій.

## Сходження загальної теорії
Цей розвиток передував програмі Ленглендса на кілька років і може розглядатися як її доповнення: робота Ленглендса переважно пов'язана з L-функціями Артіна, і з L-функціями, приєднаними до загального автоморфного подання.
Поступово стало зрозуміліше, в якому сенсі конструкція дзета-функції Гассе — Вейля може зробити робочим забезпечення допустимих L-функцій — в аналітичному сенсі: має бути певний внесок від аналізу, що означало «автоморфний» аналіз. Загальний випадок тепер об'єднує на концептуальному рівні низку різних дослідницьких програм.